# Zamach w Stambule (2017)
Zamach w Stambule – zamach, do którego doszło 1 stycznia 2017 w klubie Reina w dzielnicy Stambułu Besiktas. Do klubu wszedł jeden napastnik w stroju świętego Mikołaja, uzbrojony w karabinek typu AK, a następnie otworzył ogień do znajdujących się w środku osób. Odpowiedzialność za zamach wzięło na siebie Państwo Islamskie.